# 애상량개아
《애상량개아》(愛上兩個我)는 2014년 방송되었던 타이완의 드라마이다.

## 소개
- 저명한 광고 대상에서 수상을 한 주인공이 대중들을 피해 잠시 휴식을 가지기 위해 다른 사람으로 변신해 생활을 하면서 벌어지는 이야기

## 등장 인물
- 옌야룬 - 노천행 역
- 리위펀 - 도약사 역
- 이운경 (Jack) - 레오 역
- 왕개체 (Katherine Wang) - 서묘묘 역
- 방지우 (Beatrice Fang) - 이환환 역
- 사경난 (謝瓊煖) - 홍수란 역
- 검장 (檢場) - 도득력 역
- 고영헌 (高英軒) - 랜스 역
- 양결매 (楊潔玫) - 조금 역